# Liste der Bodendenkmäler in Emsdetten
Die Liste der Bodendenkmäler in Emsdetten enthält die denkmalgeschützten unterirdischen baulichen Anlagen, Reste oberirdischer baulicher Anlagen, Zeugnisse tierischen und pflanzlichen Lebens und paläontologischen Reste auf dem Gebiet der Stadt Emsdetten im Kreis Steinfurt in Nordrhein-Westfalen (Stand: Februar 2011). Diese Bodendenkmäler sind in Teil B der Denkmalliste der Stadt Emsdetten eingetragen; Grundlage für die Aufnahme ist das Denkmalschutzgesetz Nordrhein-Westfalen (DSchG NRW).
| Bild | Bezeichnung | Lage                          | Beschreibung | Bauzeit                              | Eingetragen seit | Denkmal- nummer |
| ---- | ----------- | ----------------------------- | --- | ------------------------------------ | ---------------- | --------------- |
|      | Grabhügel   | Friedhof „Grevener Damm“      | Auf dem künstlich abgeflachten und mit Bruchsteinen eingefassten Grabhügel steht eine Gruppe von drei einbetonierten Kreuzen. Es ist anzunehmen, dass die von dem Grabhügel überdeckte vorgeschichtliche Bestattung (vermutlich der frühen Bronzezeit) durch die Fundamente der Kreuzsetzungen nicht wesentlich gestört wurde. Obwohl sein ursprüngliches Erscheinungsbild weitgehend verändert wurde, ist der Hügel als sichtbarer Rest eines ehemals ausgedehnten vorgeschichtlichen Gräberfeldes unbedingt erhaltenswert. |                                      | 17.10.1983       | 1               |
|      | Grabhügel   | Neben dem Wasserwerk Ortheide | Durchmesser: 18,0 m, Höhe: 0,60 m; Zustand: Gut erhaltener, etwas verflachter Grabhügel | späte Jungsteinzeit/frühe Bronzezeit | 18.02.1987       | 2               |